# 愕街自動扶梯系統

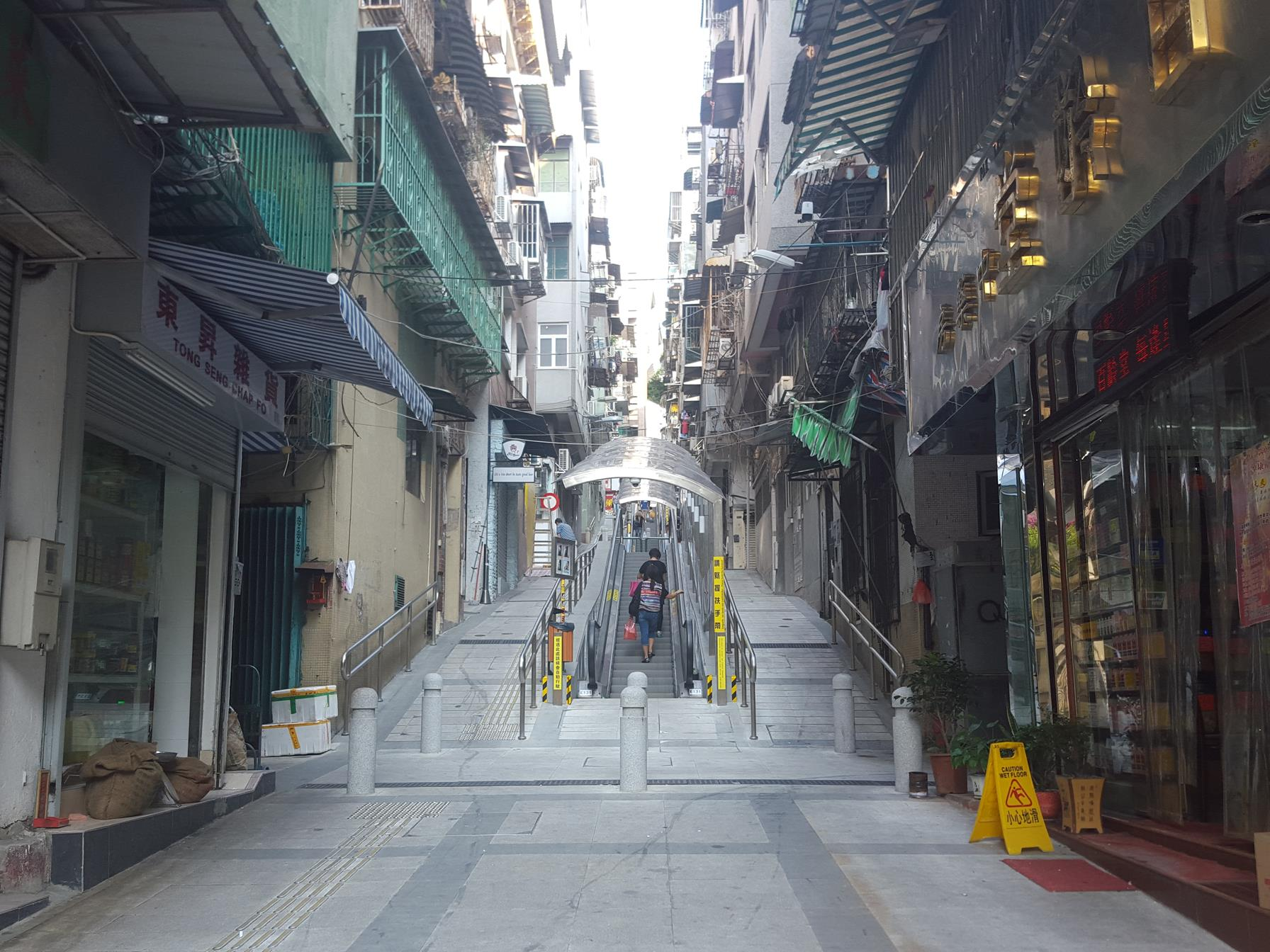
位於公局市場巷的系統入口

愕街自動扶梯系統（葡萄牙語：Sistema de Escadas Rolantes da Rua da Surpresa）是位於澳門澳門半島雀仔園愕街的自動扶梯系統，是澳門首條戶外自動扶梯系統。系統由三段單行設計的自動扶梯組成，連接公局市場巷至東望洋新街，中間貫穿高冠街及白灰街兩條橫路。愕街自動扶梯系統興建工程於2014年9月19日展開，造價共1,895萬元，2016年7月20日竣工，同年8月1日正式啟用。

## 系統組成
整個自動扶梯系統總長度約76米，採三段式設計，每段設有一部單向上行扶手電梯（有需要也可更改為下行），並附設有圓拱形透明的雨篷。系統連接雀仔園街市和東望洋新街一帶，中間貫穿高冠街和白灰街兩條橫路，方便民眾經此扶梯沿坡直上，利用愕斜巷升降機前往仁伯爵綜合醫院（俗稱「山頂醫院」）就診，免去以往爬坡的不便和安全問題。並且因應系統較為貼近兩旁的大廈，因此雨蓬會採用輕質材物料建造並且也可在有需要時拆卸，以達致防火及防盜的目的。為方便長者使用，扶手電梯的踏板高度較一般的低，速度也較慢。系統兩旁行人道亦設有扶手和防滑坡。另外，工程也會調整了兩旁大廈出入口地台。整組系統採取24小時運作。

## 歷史

### 愕斜巷升降機
2006年9月7日，土地工務運輸局計劃於東望洋新街安裝兩部升降機往返仁伯爵綜合醫院，爬升高度約為十五米。升降機與若憲馬路之間設有一道行人通道，市民在步出升降機後橫過斑馬線往返急診部，同時於樓梯中央開闢一條連接升降機出入口的通道，系統將會採取24小時運作，當時工程預計2007年第一季動工，設計連建造工程的費用估計約為370萬澳門幣，同時計劃於愕斜巷台階增設殘疾斜道、修繕及美化愕斜巷樓梯(包括牆壁、梯階和梯台飾面、扶手及照明)，以及對愕斜巷進行路面裝飾、綠化和安裝指示牌等。
2008年6月18日，土地工務運輸局正式對愕斜巷及若憲馬路進行整治工程計劃，爭取於同年第四季動工，相關建造工程工期約250日，方便行動不便人士往返山頂醫院，同時將現有樓梯作全面翻新。
2008年7月24日，愕斜巷及若憲馬路整治計劃建造工程開標，共收到7份標書，建議工程造價由498.9萬澳門元至1,180澳門元不等。至於建議的工期，最短的為220天，最長的則為250天，項目爭取在同年第四季動工。
2008年10月25日，改善工程計劃於同年11月動工，計劃將在愕斜巷建造兩部升降機，以及用一條金屬天橋連接升降機與若憲馬路，預計工期約為8個月，為了保障居民安全，施工期間行人將暫停使用樓梯，當局協調兩間巴士公司加強H1山頂醫院專線服務。
2008年11月28日，愕斜巷及若憲馬路整治計劃建造工程正式動工，H1山頂醫院專線加強服務並調整行車路線，方便東望洋新街一帶居民往返山頂醫院。
2009年11月，建造工程完工，並提前於同年11月19日上午7時起開放予公眾試用，首階段開放地面層至二層，第三層行人天橋建造工程仍然進行中並未開放使用。
2009年12月17日，愕斜巷升降機和相連行人天橋全面開放使用。

### 正式規劃
因應澳門地理條件和市民的出行方式，澳門特別行政區政府提出在東望洋山區建設多個步行系統，並因應經雀仔園使用愕斜巷升降機前往仁伯爵綜合醫院的人流增多，於是提出為陡斜難行的愕街設置自動扶梯系統，方便市民通行。
2012年11月12日，澳門特區政府運輸工務範疇一眾官員向雀仔園一帶商戶介紹擬在愕街及羅憲新街興建自動步行系統的初步構思，並收集意見。並指出有關步行系統不但有利長者及行動不便人士通行，再配合各區無障礙步行系統及交通轉乘工具，對行人起到分流與轉折作用，同時亦可整治及美化周邊環境，提升居民生活質素。當時構思擬於羅憲新街的中央設置單向上行扶手電梯，而愕街中央則設置單向下行扶手電梯，採用三段式設計，不影響橫向行人道及行車道的使用，且扶手電梯兩邊各預留1.8米以上的步行空間。
計劃提出後，土地工務運輸局聯同交通事務局分別向該區坊會、商戶、醫院醫護人員進行介紹及向該區住戶收集意見。2013年7月展開系統工程的鑽探工作，並開始編制工程圖則。同年10月10日，於愕街擺設展板，向市民進一步介紹更多系統內容，為期兩週。

### 開標與興建
2014年6月12日，工程開標，參與競投的6份標書全獲接納，競標最長工期為450天，並預計造價介乎1,300多萬至2,300多萬澳門元。
2014年9月19日工程正式動工。原計劃系統將於2015年年尾展開測試，及後又提出2016年2月展開測試，政府指因兩蓬承重設計不符合要求而要求承建商更換而導致工程延誤。工程最終延至同年7月20日完工，並於同年8月1日對外開放。

## 社會倡議
2018年7月4日，中區社區服務諮詢委員會召開會議，三位委員提議於羅憲新街興建下行自動扶手電梯，徹底解決落山難的問題。他們實地考察和訪問發現，老弱病殘者或孕婦落山要行經一段較長的斜坡路或樓梯，除不便外，安全隱患也較大，尤其是天雨路滑時。而附近居民對此也頗有意見，強烈期望也有扶梯落山。
2022年11月上旬，傳新澳門協會理事長兼澳門立法會第七屆直選議員林宇滔指出，愕街自動扶梯系統為每日大量需要前往山頂醫院的居民提供便利，但由於系統只設有上行往東望洋新街的電梯，當長者和行動不便人士需要從東望洋新街往雀仔園街市方向時，就只能由愕街自動扶梯旁的斜路或羅憲新街的石級前往雀仔園及水坑尾，對於不少行動不便的長者極為不便，下雨天更經常有行人滑倒。翻查資料在2012年當局已規劃興建兩條自動扶梯系統分別設於愕街和羅憲新街，其中羅憲新街的規劃一直擱置至今。

## 相關參見
- 雀仔園
- 焯公亭步行系統
- 中環至半山自動扶手電梯系統